# Visconde de Manique do Intendente
Visconde de Manique do Intendente é um título nobiliárquico criado por D. João VI de Portugal, por Decreto de 6 de Fevereiro de 1818, em favor de Pedro António de Pina Manique de Brito Nogueira de Matos de Andrade, antes 2.º Senhor de Manique do Intendente e 1.º Barão de Manique do Intendente.
Titulares
1. Pedro António de Pina Manique de Brito Nogueira de Matos de Andrade, 2.º Senhor, 1.º Barão e 1.º Visconde de Manique do Intendente.

Após a Implantação da República Portuguesa, e com o fim do sistema nobiliárquico, usaram o título: 
1. Diogo António de Pina Manique, 2.º Visconde de Manique do Intendente;
2. Maria de Lourdes de Melo Vaz de Sampaio de Pina Manique, 3.ª Viscondessa de Manique do Intendente.